# Чебрець гладенький

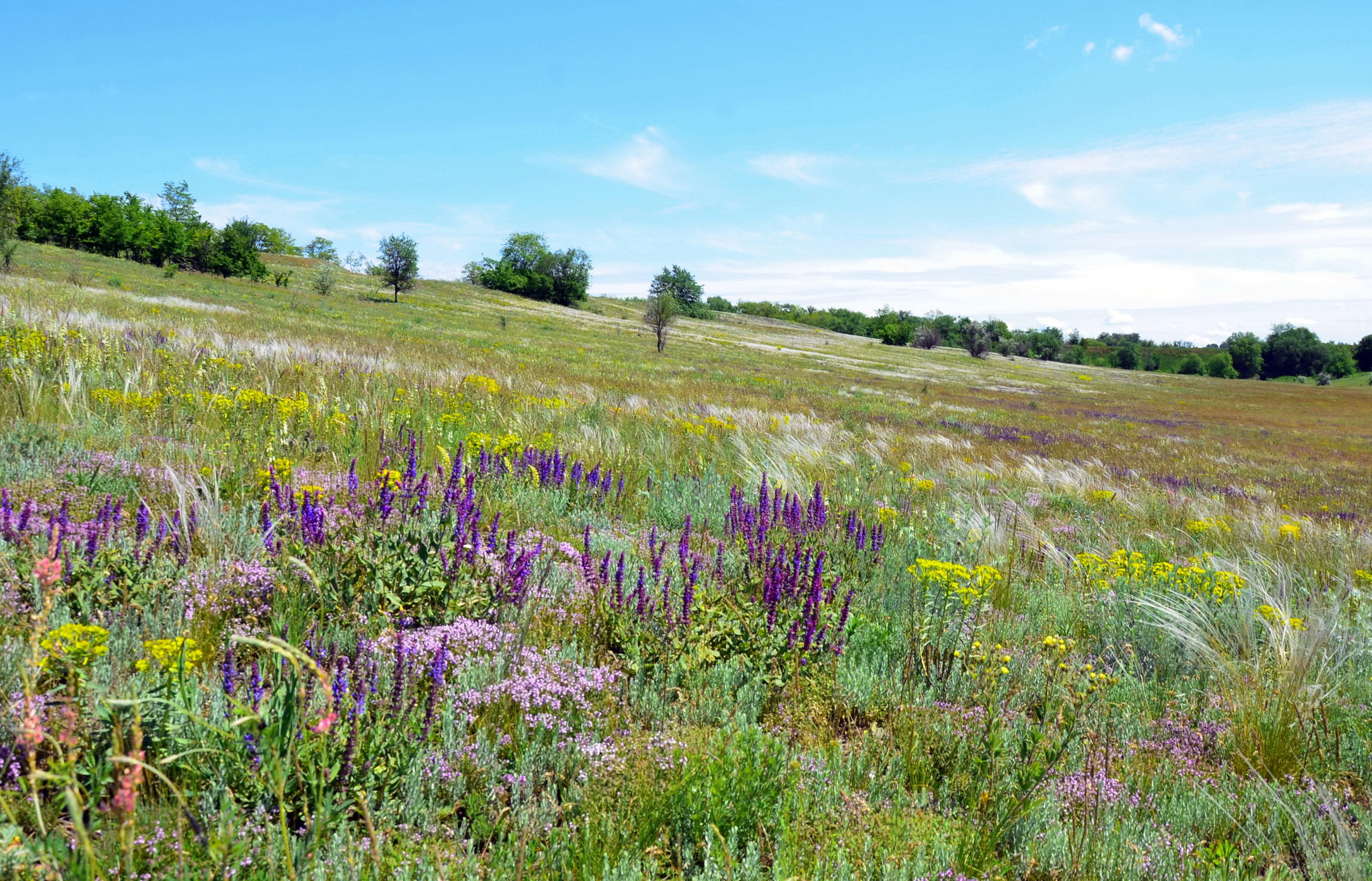
Чебрець гладенький в степах України

Чебрець гладенький (Thymus glabrescens, syn. Thymus odoratissimus) — вид рослин родини глухокропивові (Lamiaceae), зростає у Європі. 

## Опис
Ці повзучі (вкорінюється у вузлах) багаторічні рослини досягають висоти 10–20 см. Корені є вторинними від кореневища. квіти зустрічаються тільки на бічних гілках, які стирчать на стовбурцях. Стовбурці з чотирикутним поперечним перерізом, поверхня вкрита довгими волосками 0.8–1.0 мм. Сидячі листи вздовж стебла розташовані протилежно. Форма може бути суворо еліптичною або ланцетно-лопатчастою. Співвідношення між шириною / довжиною коливається від 1:3 до 1:3.5. Листки уздовж стебла більш-менш однакові; поверхня війчаста з слабкими жилками. Суцвіття сферично-яйцеподібної форми утворюються квітами, зібраними у кільця. Приквітки суцвіття схожі на листки. Довжина квітів: 4–6 мм. Чашечки й віночки 5-листочкові. Колір віночка від рожевого до фіолетового. Тичинок чотири. Цвіте у травні — серпні. Плід — схизокарпій, складається з 4 сухих часток.

## Поширення
Європа: Австрія з Ліхтенштейном, Болгарія, Чехія, Словаччина, Франція, Швейцарія, Угорщина, колишня Югославія, Польща, Румунія, Україна.
В Україні вид росте в Західному Поліссі (південь), Західному та Правобережному Лісостепу (західна частина); наводиться також для Карпат.

## Галерея

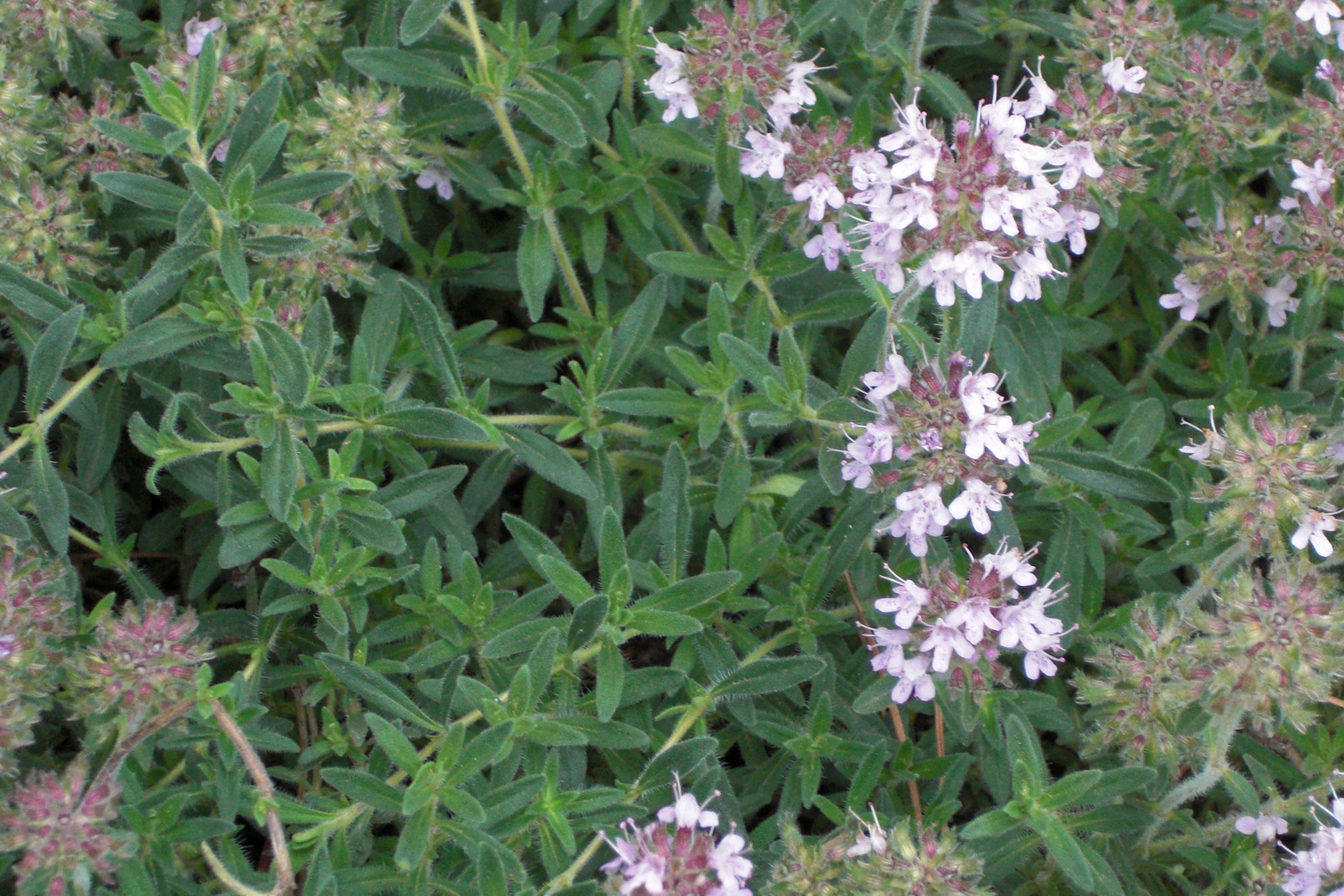
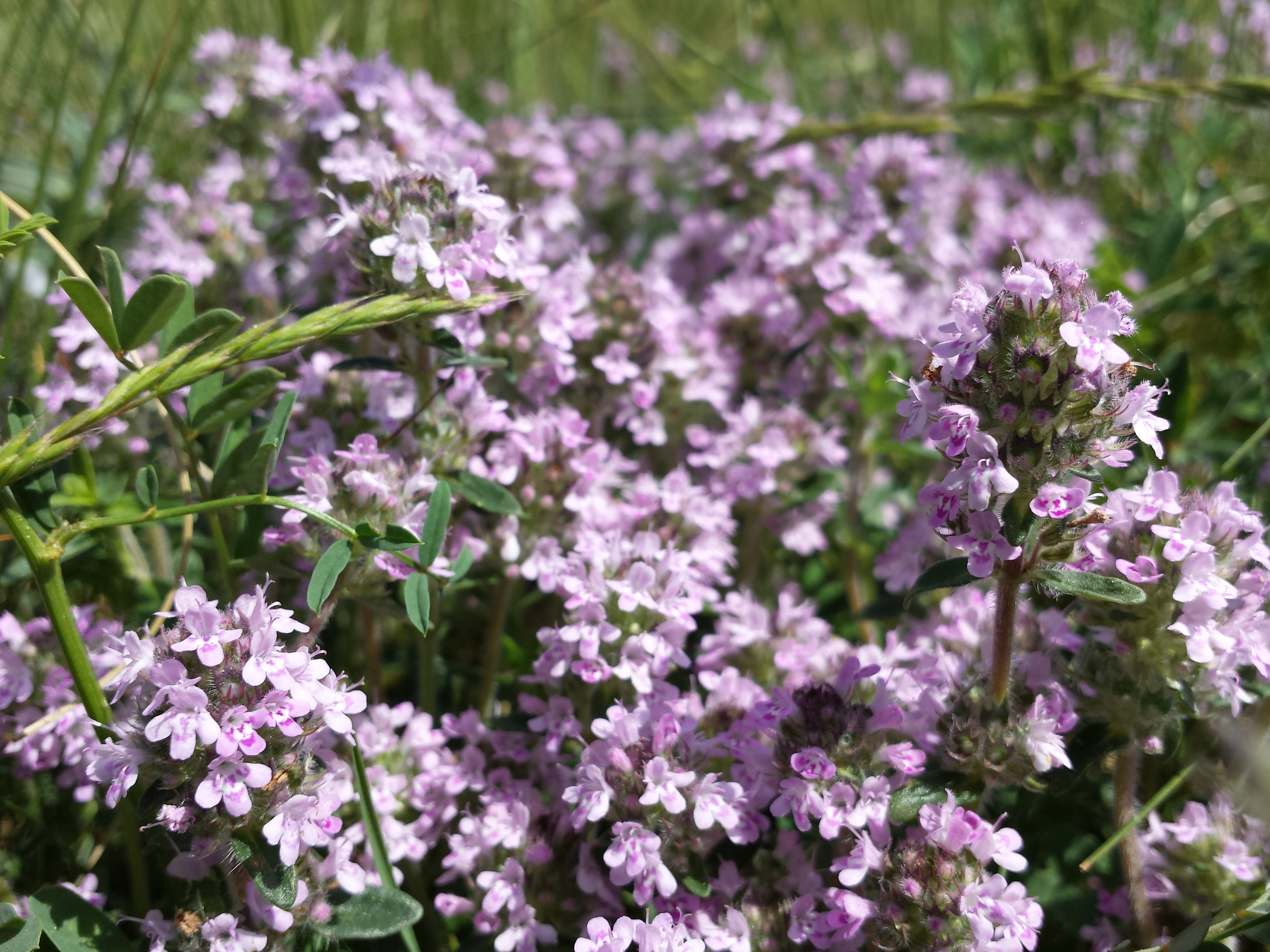
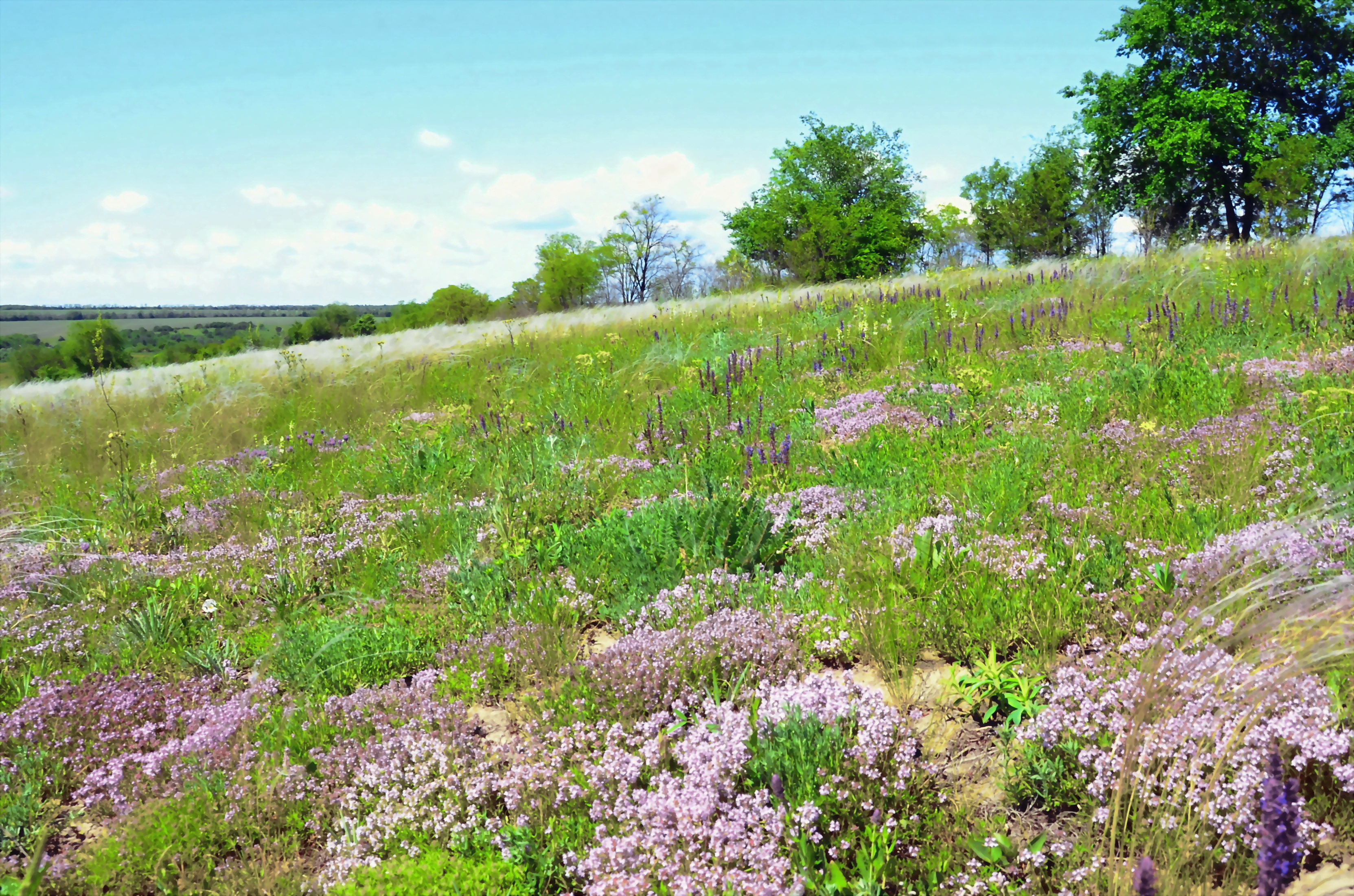
Чебречь гладенький на Січеславщині